# Tipula (Vestiplex) sintenisi
Tipula (Vestiplex) sintenisi is een tweevleugelige uit de familie langpootmuggen (Tipulidae). De soort komt voor in het Palearctisch gebied.